# 法納姆城堡
法纳姆城堡（Farnham Castle）是英国萨里郡法纳姆的一座12世纪城堡，1138年由温彻斯特主教布洛瓦的亨利建造，1155年被亨利二世拆除，但旋即在12世纪末重建，之后的800年间一直是温彻斯特主教官邸。 